# Djaili Amadou Amal
Djaili Amadou Amal (Diamaré, 1975), és una escriptora camerunesa.
Pertany a la cultura fulbe, nadiua de Diamaré a l'extrem nord de Camerun, i va créixer a la principal ciutat de la zona, Maroua. Escriu sobre la cultura fulbe i tracta els problemes de les dones en la societat fulbe, així com els problemes socials a la seua zona, el Sahel, sobretot la discriminació contra les dones. Una de les seues novel·les Walaande, que és una paraula de l'idioma fulbe per referir-se a la unitat conjugal, aborda el tema de la poligàmia entre els fulbes, que comunament practiquen. Walaande explica la història de quatre esposes que s'han lliurat a l'"art de compartir un marit".
Dues de les seues altres novel·les són Mistiriijo i La Mangeuse d'âmes. Escriu majoritàriament en francés.